# 墨西哥时区
|  | 冬季      | 夏季（DST） | 墨西哥 時區 | 北美 對應時區 |
|  | UTC−05:00 | UTC−05:00   | 東南時區    | 東部時區      |
|  | UTC−06:00 | UTC−05:00   | 中部時區    | 中部時區      |
|  | UTC−07:00 | UTC−06:00   | 太平洋時區  | 山區時區      |
|  | UTC−07:00 | UTC−07:00   | 太平洋時區  | 山區時區      |
|  | UTC−08:00 | UTC−07:00   | 西北時區    | 太平洋時區    |

墨西哥自2015年2月开始使用以下时区：
1. 东南时区：金塔纳罗奥州使用（等同於北美东部时区)。
2. 中部时区：东部四分之三的地区使用，包括墨西哥城（等同於北美中部时区）。
3. 太平洋时区：使用的州包括奇瓦瓦州、锡那罗亚州、纳亚里特州、索诺拉州和南下加利福尼亚州（等同於北美山区时区）。
4. 西北时区：下加利福尼亚州使用（等同於北美太平洋时区)。

同时，法律要求各岛屿使用其地理位置所处的时区。

## 历史
1930年，墨西哥采用三个时区：
- 海湾时区：90° W，
- 中部时区：105° W，
- 西部时区：120° W。

2015年2月开始，由于旅游观光的缘故，墨西哥政府决定在金塔纳罗奥州使用新的时区：
- 东南时区：75° W。

## 日光节约时間
在2015年2月東南時區實施之前，墨西哥一度在全國推行夏季日光節約時間。然而索諾拉州自1999年開始恢復全年使用標準時間，這是為了要與北鄰美國亞歷桑那州同步。各島嶼目前也未實施日光節約時間。
2022年10月，墨西哥廢除日光節約時間，但允許北部邊境城鎮保留日光節約時間，以便與美國城市保持一致。